# پیرو اسکیوادزاپا
پیرو اسکیوادزاپا (ایتالیایی: Piero Schivazappa؛ زادهٔ ۱۴ آوریل ۱۹۳۵) کارگردان فیلم، کارگردان تلویزیونی، فیلم‌نامه‌نویس اهل ایتالیا است. وی بین سال‌های ۱۹۶۰ تا ۱۹۹۴ میلادی فعالیت می‌کرد.
از فیلم‌هایی که وی در آن‌ها نقش داشته‌است، می‌توان به بانوی شب اشاره نمود.